# スタートレックに登場した宇宙船のクラス一覧
スタートレックに登場した宇宙船のクラス一覧（スタートレックにとうじょうしたうちゅうせんのクラスいちらん）は、アメリカのSFテレビドラマ『スタートレック』シリーズに登場した宇宙船のクラス（艦級）一覧である。
スタートレックの宇宙艦は1隻1隻個別の艦名と登録番号を持つが、それらはそれぞれ個別のデザインがされているわけではなく、多数の同型艦がある。これを艦級(star ship class)といい、例えば「コンスティテューション級の船」はすべて同型の艦である。

## 惑星連邦以前の地球
- DY-100級　DY-100 class
  - S.S.ボタニー・ベイ S.S.Botany Bay　優生人類が地球からの脱出に使った寝台船。
- DY-500級　DY-500 class
  - マリポサ S.S.Mariposa
- Yクラス貨物船　 Y class
  - フォーチュネイト E.C.S.Fortunate
- Jクラス貨物船　J class
  - ホライゾン E.C.S.Horizon
- S.S.コネストーガ　S.S.Conestoga
テラ・ノヴァへの植民船
- アレース4　Ares IV
- フェニックス　The Phoenix　ゼフラム・コクレーンのワープ実験船。

### 地球連合宇宙艦隊
- NX級　NX class
  - エンタープライズ Enterprise NX-01
  - コロンビア Columbia NX-02
- フリーダム級
  - フランクリン　Franklin NX-326
- クラス不明
  - イントレピッドタイプ　Intrepid type

※パラマウントの許諾の下で発売された各種模型では、イントレピッド号はNV級で、登録番号はNV-01であるとされている。
  - サラエボタイプ　Sarajevo type
    - サラエボ　Sarajevo NC-27

## 惑星連邦以前のバルカン
- スラク級　Surak class
- メイモラ級　Maymora class
  - ヤラーラ Yarahla
- クラス不明　vulcan command
  - ディキーアタイプ　D'kyr type

## 惑星連邦以前のアンドリア
- クマリ級　Kumari class

## 惑星連邦宇宙艦隊
- アイゼンバーグ級　Eisenberg class
  - U.S.S.ノーグ NCC-325070　『スタートレック:ディスカバリー』シーズン3第5話に登場。
- アキラ級　Akira class
  - U.S.S.アキラ NX-62497→NCC-62497
- アポロ級　Apollo class
- アリータ級　Alita class　アキラ級の後継。
- アンタレス級　Antares class
- アンドロメダ級　Andromeda class
- アンバサダー級　Ambassador class
  - U.S.S.エンタープライズ NCC-1701-C
- イェーガー級　Yeager class　『スタートレック:ディープ・スペース・ナイン』シーズン5から登場。
※イントレピッド級の派生型（イェーガー型）と分類されることもある。
- イエローストーン級　Yellowstone class Runabout
- イスタンブール級　Istanbul class
- インクワイアリー級　Inquiry class
  - U.S.S.ジェン・ヘイ NCC-86505　『スタートレック:ピカード』シーズン1第10話に登場。
  - U.S.S.コクレーン NCC-86516
- イントレピッド級　Intrepid class
  - U.S.S.イントレピッド NX-74600→NCC-74600
  - U.S.S.ヴォイジャー NCC-74656
  - U.S.S.ベレロフォン NCC-74705
- ウェルズ級　Wells class
- ウォーカー級　Walker class　『スタートレック:ディスカバリー』に登場。
  - U.S.S.ウォーカー NCC-1202
  - U.S.S.シェンジョウ NCC-1227　2256年5月、連星系の戦いに参加、戦没。
- ウォンバンドゥ級　Wambundu class
- エクセルシオール級　Excelsior class　エクセルシオ級と表記されることもある。
  - U.S.S.エクセルシオール NX-2000→NCC-2000
  - U.S.S.エンタープライズ NCC-1701-B　強化型エクセルシオール級。
  - U.S.S.フッド NCC-42296
- エクセルシオールII級　ExcelsiorII class　エクセルシオール級の後継。
  - U.S.S.ユーリカ NCC-42023
  - U.S.S.メストラル NCC-42027　『スタートレック:ピカード』シーズン3第6話に登場。
  - U.S.S.エクセルシオール NCC-42037　『スタートレック:ピカード』シーズン2第1話に登場。
- エジソン級　Edison class　フーヴァー級の後継。
- エシュロン級　Echelon class
  - U.S.S.ヨークタウン NCC-97422　『スタートレック:ピカード』シーズン3第6話に登場。
  - U.S.S.コール NCC-97621　『スタートレック:ピカード』シーズン3の第6話に登場。
  - U.S.S.スターンバック NCC-97942　『スタートレック:ピカード』シーズン3第6話に登場。
- エレウォン級　Erewhon class
- エングル級　Engle class　『スタートレック:ディスカバリー』に登場。
  - U.S.S.トゥプラナ・ハス NCC-1004　2256年5月、連星系の戦いに参加、戦没。
  - U.S.S.エアハート NCC-1052　2256年5月、連星系の戦いに参加、戦没。
- オーベルト級　Oberth class
  - U.S.S.オーベルト NX-609→NCC-609
  - U.S.S.グリソム NCC-638
  - U.S.S.ペガサス NCC-53847　極秘裏に試作された位相遮蔽装置のテスト艦。
- オデッセイ級　Odyssey class
  - U.S.S.エンタープライズ NCC-1701-F　『スタートレック：ピカード』シーズン3第9話に登場。
  - U.S.S.ヒカル・スールー NCC-92420
  - U.S.S.ヴェリティ NCC-97000　『スタートレック:ピカード』前日譚コミック『Star Trek:Picard Countdown』に登場。
- オベナ級　Obena class　エクセルシオールII級の改装型。
  - U.S.S.アルキメデス NCC-83002　『スタートレック:ローワー・デッキ』シーズン2第10話に登場。
- オリンピック級　Olympic class
※ホープ級から設定し直されたクラス。経緯はホープ級を参照。
- ガガーリン級 Gagarin class　シェパード級の後継。
  - U.S.S.ガガーリン NCC-97930　『スタートレック:ピカード』シーズン2第1話に登場。
- カリフォルニア級　California class
  - U.S.S.セリトス NCC-75567　『スタートレック:ローワー・デッキ』に登場。
- カルデナス級　Cardenas class　『スタートレック:ディスカバリー』に登場。
  - U.S.S.ブラン NCC-1422　2256年6月、クリンゴンとの戦いで戦没。
  - U.S.S.イェーガー NCC-1437　2256年5月、連星系の戦いに参加、戦没。
- キメラ級　Chimera class
- ギャラクシー級　Galaxy class
  - U.S.S.ギャラクシー NX-70637→NCC-70637
  - U.S.S.ヤマト NCC-71807　ギャラクシー級2番艦。
  - U.S.S.エンタープライズ NCC-1701-D
  - U.S.S.ヴェンチャー NCC-71854　『スタートレック:ディープ・スペース・ナイン』に登場。武装等が強化されている。
- キュリオシティ級 Curiosity class
  - U.S.S.イブン・マージド NCC-75710
- クロスフィールド級　Crossfield class　活性マイセリウム胞子転移ドライブの技術とともに、2257年に宇宙艦隊の記録からその存在を抹消されたクラス。
  - U.S.S.クロスフィールド NCC-1029　『Star Trek Online』内の記述に登場。
  - U.S.S.グレン NCC-1030
  - U.S.S.ディスカバリー NCC-1031
  - U.S.S.ディスカバリー NCC-1031-A　32世紀で改装を受けた後のU.S.S.ディスカバリーの登録番号。
- コロレフ級　Korolev class
- コンスティテューション級　Constitution class
  - U.S.S.エンタープライズ NCC-1701
  - U.S.S.エンタープライズ NCC-1701-A（U.S.S.ヨークタウン NCC-1717から改称）　コンスティテューションII級とも呼ばれる。
  - U.S.S.ディファイアント NCC-1764
- コンスティテューションIII級　ConstitutionIII class　ネオコンスティテューション級とも呼ばれる。
  - U.S.S.タイタン NCC-80102-A　『スタートレック:ピカード』シーズン3に登場。
  - U.S.S.エンタープライズ NCC-1701-G（U.S.S.タイタン NCC-80102-Aから改称）　『スタートレック:ピカード』シーズン3第10話に登場。
- コンステレーション級　Constellation class
  - U.S.S.スターゲイザー NCC-2893
- サザーランド級　Sutherland class　ネビュラ級の後継。
  - U.S.S.サザーランド NCC-91800　『スタートレック:ピカード』シーズン2第1話に登場。
  - U.S.S.ホイヘンス NCC-91814
  - U.S.S.アルマゲスト NCC-91870
  - U.S.S.イブン・アル＝ハイサム NCC-91965
- サラディン級　Saladin class コンスティテューション級のバリエーションで、駆逐艦クラスという設定。
- シェパード級　Shepard class　『スタートレック:ディスカバリー』に登場。
  - U.S.S.ケララ NCC-1225　2256年5月、連星系の戦いに参加。
  - U.S.S.ガガーリン NCC-1309　2256年5月、連星系の戦いに参加、同年11月の戦闘で戦没。
  - U.S.S.ライド　2256年、連星系の戦いに参加。
  - U.S.S.セブロヴァ
- シドニー級　Sydney class
  - U.S.S.ジェノーラン NCC-2010
- シャイアン級　Cheyenne class　チェイエンヌ級と表記されることもある。
- 各種シャトル
  - シャトルクラフト　Shuttlecraft
  - シャトルポッド　Shuttlepod
- シャングリラ級　Shangri La class
  - U.S.S.タイタン NCC-1777
- ジェイン級　Jein class
  - U.S.S.グレゴリー・ジェイン NCC-103145　『スタートレック:ピカード』シーズン3第10話に登場。
- スチームランナー級　Steamrunner class
- スプリングフィールド級　Springfield class
- スラク級　Surak class
- セーガン級　Sagan class　コンステレーション級の後継。
  - U.S.S.スターゲイザー NCC-82893　『スタートレック:ピカード』シーズン2に登場。
- セイバー級　Saber class（Sabre classとも）
  - U.S.S.アルゴ NCC-61357
- セコイア級　Sequoia class
- ソヴェリン級　Sovereign class
  - U.S.S.ソヴェリン NX-73811→NCC-73811
  - U.S.S.エンタープライズ NCC-1701-E
  - U.S.S.オクダ NCC-74107　『スタートレック:ピカード』シーズン2第1話に登場。
- ゾディアック級　Zodiac class
- ソユーズ級　Soyuz class　ミランダ級の改装強化型。
  - U.S.S.ボーズマン NCC-1941
- ソンブラ級　Sombra class
  - U.S.S.ペレグリン NCC-1549　『スタートレック:ストレンジ・ニュー・ワールド』シーズン1第9話に登場。
- ダイダロス級　Daedalus class
  - U.S.S.エセックス NCC-173
  - U.S.S.ホライズン（ホライゾン） NCC-176
- チャレンジャー級　Challenger class
- ディファイアント級　Defiant class
  - U.S.S.ディファイアント NX-74205
  - U.S.S.ヴァリアント NCC-74210
  - U.S.S.サンパウロ NCC-75633（→U.S.S.ディファイアントへ改名）
- デネヴァ級　Deneva class
- デルタ・フライヤー 　Delta Flyer
- ドーントレス級　Dauntless class
  - U.S.S.ドーントレス NCC-80816 『Star Trek: Prodigy』に登場。
- ドゥーダーシュタット級　Duderstadt class
  - U.S.S.トランブル NCC-72370　『スタートレック:ピカード』シーズン3第6話に登場。
  - U.S.S.イントレピッド NCC-79520　『スタートレック:ピカード』シーズン3第5話に登場。
- ドナウ級　Danube class Runabout
  - U.S.S.リオ・グランデ NCC-72452
- ナイアガラ級　Niagara class
- ニミッツ級　Nimitz class　『スタートレック:ディスカバリー』に登場。
  - U.S.S.ヨーロッパ NCC-1648　2256年5月、連星系の戦いに参加、戦没。
  - U.S.S.タイコンデロガ NCC-1650
- ニューオーリンズ級　New Orleans class
- ネビュラ級　Nebula class
  - U.S.S.サザーランド NCC-72015
- ノヴァ級　Nova class
  - U.S.S.イクワノックス NCC-72381
  - U.S.S.ロードアイランド  NCC-72701
- ノルウェー級　Norway class
- パイオニア級　Pioneer class
  - U.S.S.パイオニア NCC-1500
- パスファインダー級　Pathfinder class　イントレピッド級の後継。
  - U.S.S.イーヴス NCC-97621
  - U.S.S.ドレクスラー NCC-97626
  - U.S.S.ヴォイジャー NCC-74656-B　『スタートレック:ピカード』シーズン3第1話の映像内に登場。
- フーヴァー級　Hoover class　『スタートレック:ディスカバリー』に登場。
  - U.S.S.フーヴァー
  - U.S.S.エジソン NCC-1683　2256年5月、連星系の戦いに参加、戦没。
  - U.S.S.デイナ NCC-1690　2256年5月、連星系の戦いに参加、戦没。
  - U.S.S.ド・ミロ
- フェデレーション級　Federation class　コンスティテューション級のバリエーションで、戦艦クラスという設定。
- プトレミィ級　Ptolemy class　コンスティテューション級のバリエーションで、輸送艦クラスという設定。
- ブラッドベリ級　Bradbury class
- フリーダム級　Freedom class
- プロトスター級　Protostar class
  - U.S.S.プロトスター NX-76884　『Star Trek: Prodigy』に登場。
  - U.S.S.プロディジー NCC-81084　『Star Trek: Prodigy』に登場。
- プロメテウス級　Prometheus class
  - U.S.S.プロメテウス NX-59650　『スタートレック:ヴォイジャー』に登場。
- ペレグリン級　Peregrine class
- ベレロフォン級　Bellerophon class
  - U.S.S.ファラガット NCC-1647　『スタートレック:ストレンジ・ニュー・ワールド』シーズン1第10話に登場。
- ホープ級　Hope class
  - U.S.S.パスツール NCC-58925（NCC-58928の説もあり）
- ホクレア級　Hokule'a class
- マギー級　Magee class　『スタートレック:ディスカバリー』に登場。
  - U.S.S.シュラン NCC-1413　2256年5月、連星系の戦いに参加、戦没。
- マラコウスキー級　Malachowski class　『スタートレック:ディスカバリー』に登場。
  - U.S.S.マラコウスキー NCC-1619
  - U.S.S.スー NCC-1621　2256年5月、連星系の戦いに参加。
  - U.S.S.クラーク NCC-1661　2256年5月、連星系の戦いに参加、戦没。
- ミランダ級　Miranda class
  - U.S.S.リライアント NCC-1864
  - U.S.S.サラトガ NCC-31911
- メディテレーニアン級　Mediterranean class
- メルセド級　Merced class
- ヨークシャー級　Yorkshire class
- ライジェル級　Rigel class
- ラマー級　Lamarr class
  - U.S.S.ヴォイジャー NCC-74656-A　『Star Trek: Prodigy』に登場。
- リライアント級 Reliant class　ミランダ級の後継。
  - U.S.S.リライアント NCC-90200　『スタートレック:ピカード』シーズン2第1話に登場。
  - U.S.S.クラーク NCC-90206
  - U.S.S.ウフーラ NCC-90214
- ルナ級　Luna class
  - U.S.S.タイタン NCC-80102　『スタートレック:ローワー・デッキ』シーズン1第10話に登場。
  - U.S.S.オベロン NCC-80103　『スタートレック:ピカード』シーズン2第1話に登場。
  - U.S.S.エウロパ NCC-80104　『スタートレック:ピカード』シーズン2第1話に登場。
- ルネサンス級　Renaissance class
- ロス級　Ross Class　ギャラクシー級の後継。
  - U.S.S.フォレスト NCC-75077
  - U.S.S.ヴァンガード NCC-75148　『スタートレック:ピカード』シーズン2第1話に登場。
  - U.S.S.イ・スンシン NCC-76545　『スタートレック:ピカード』シーズン2第1話に登場。
  - U.S.S.アーチャー NCC-76725

### 注記
- 船名の前についている艦船接頭辞U.S.S.は、「惑星連邦宇宙艦 (United Federation of Planets Star Ship)」の略である。
- 登録番号の前についているNXは試作艦を、NCCは正式に就役した艦を表している。
- 惑星連邦の宇宙船は例外を除いてそのほとんどが宇宙探査船に分類されているが、任務はその他多岐にわたるため、ほとんどが戦闘艦クラスの武装を備えている。
- 『スタートレック:エンタープライズ』に登場するエンタープライズ NX-01は、宇宙艦隊が設立される以前に就役した艦船であるため、宇宙艦隊のクラス体系には含まれない。ただ、試作艦の登録番号に接頭辞NXをつけるのはこの頃始まった慣習と見られる。

## テラン帝国宇宙艦隊
鏡像世界の宇宙艦隊
- NX級　NX class
  - I.S.S.エンタープライズ I.S.S.Enterprise NX-01
  - I.S.S.アベンジャー I.S.S.Avenger NX-09
- クラス不明
  - カロン級　Charon type
    - I.S.S.カロン
- コンスティテューション級　Constitution class
  - I.S.S.エンタープライズ NCC-1701

## クリンゴン帝国
- ネグヴァー級　Negh'Var class
- ヴォルチャ級　Vor'cha class
- クヴォート級バード・オブ・プレイ　K'vort class
- クティンガ級　K't'inga class
- ブレル級バード・オブ・プレイ　B'rel class
- ラプター級　Raptor class
- クィユー級　Qugh class (駆逐艦)

## ロミュラン帝国
- デイダリデックス級ウォーバード　D'deridex class
- ヴァルドア級ウォーバード　Valdore class
- スカウトシップ　Scout ship
- スナイプ級　Snipe class
- シミター級　Scimitar class
- クラス不明
  - ナラーダ　Narada
  - レッド・レディ　Red Lady

## カーデシア連合
- ガロア級　Galor class
- ケルドン級　Keldon class
- ヒデキ級　Hideki class

## フェレンギ同盟
- デコラ級　D'kora class
通称：マローダー　Marauder

## ボーグ
- ボーグ・キューブ　Borg cube
- ボーグ・スフィア　Borg sphere